# Dianora Niccolini
Dianora Niccolini (* Oktober 1936 in Florenz, Italien) ist eine italo-amerikanische Fotografin in den USA. Sie gilt als weibliche Wegbereiterin auf dem Gebiet des Genres Männerakt.

## Biografie
Dianora Niccolini wurde in Florenz als Tochter einer amerikanischen Mutter und eines Vaters aus alter florentinischer Familie geboren. Als Kleinkind erlebte sie die Schrecken des Mussolini-Faschismus hautnah. Nach dem Zweiten Weltkrieg, Dianora war neun Jahre alt, wanderte ihre Mutter aus und nahm sie in die Vereinigten Staaten von Amerika mit.
Im Alter von 18 Jahren zog Dianora nach New York City und begann zu studieren, zunächst Ballett, dann Kunst. Durch eine Begegnung mit dem Fotografen Weegee erwachte ihre Passion zur Fotografie. Sie ergriff jede Gelegenheit, um Freunde und Bekannte zu porträtieren. Bald erhielt sie einen Job als medizinische Fotografin in einem Krankenhaus. Nach eigener Aussage resultiert besonders aus dieser Zeit ihre Vorliebe für die Schönheit des männlichen Körpers.
1973 begann Niccolini mit der gezielten Produktion von künstlerischen Fotografien. Ihre erste Ausstellung zeigte 1974 ästhetische Studien von Frauenkörpern. Obwohl sie vom Erfolg der ersten öffentlichen Präsentation fasziniert war, erkannten sie und ihr Umfeld ganz klar, dass ihre wahre Begabung eher auf dem Gebiet des Männer-Akts lag. Zu jener Zeit war diese Fachrichtung jedoch international eindeutig von schwulen Fotokünstlern belegt und für Frauen eigentlich völlig tabuisiert.
Schließlich zeigte die Third Eye Gallery in NYC im Winter 1975 Niccolinis allererste Solo-Ausstellung zum Thema Mann. Es war eine Präsentation von Nahaufnahmen unterschiedlichster Figuren und zeigte unter anderem auch einige Studien ihres erklärten Lieblingsmodells, eines afro-amerikanischen Bodybuilders.
Glücklicherweise wurde die Ausstellung auch vom renommierten Kunstkritiker Gene Thornton der New York Times besucht, und am 7. Dezember 1975 druckte die machtvolle Zeitung eine überaus euphorische Besprechung der Niccolini-Arbeiten. Das war der Durchbruch.
Schon 1979 wurde Dianora Niccolini zur Vorsitzenden der Fachvereinigung Professional Women Photographers (PWP) gewählt. Sie fungierte von 1979 bis 1984 als Präsidentin. Unter ihrer Ägide wurde diese Organisation zur namhaften Vereinigung weiblicher Fotografen, ausgestattet mit der verdienten gesellschaftlichen Akzeptanz sowie hoher internationaler Anerkennung.
Seit dem Frühjahr 2005 kooperierten Dianora Niccolini und ihr Kollege Henning von Berg mit der internationalen Sportleragentur Mega Muscle Productions in Kalifornien.
Ihre Arbeiten wurden in unzähligen Zeitschriften und Anthologien gedruckt sowie in vielen Ausstellungen gezeigt. Am New York Institute of Technology unterrichtete die Fotografin lange Jahre im Fachbereich Fotografie.
Rückblickend gilt sie als weibliche Wegbereiterin auf dem Gebiet des Genres Männerakt. Ihr prägender Stil kann am Werk so bedeutender Ikonen wie Herb Ritts, Robert Mapplethorpe und vieler anderer Fotografen abgelesen werden, die sich namentlich auf den Einfluss Niccolinis beriefen.
Dianora Niccolini lebt in New York City.

## Bücher (Auszug)
- Dianora Niccolini Women of Vision, Unicorn Publishing House, NYC, 1982.
- Dianora Niccolini Men in Focus, Morgan & Morgan, NYC, 1983, ISBN 978-0-87100-191-7
- David Leddick, Dianora Niccolini Big Fun with Billy, Universe/Rizzoli, 2001, ISBN 978-0-7893-0590-9

## Solo-Ausstellungen
- 1974 Double Exposure, 209 Photo Gallery, New York City, NY
- 1974 The Female Nude, Third Eye Gallery, New York City, NY
- 1974 The Female Nude, Top Of The Stairs Gallery, New York City, NY
- 1975 The Male Nude, Third Eye Gallery, New York City, NY
- 1976 The Mona Lisa Series, Third Eye Gallery, New York City, NY
- 1977 Pop PhotArt, Third Eye Gallery, New York City, NY
- 1978 Pop PhotArt, Y Arts Council, Philadelphia, PA
- 1979 Monster Series, Floating Foundation of Photography, New York City, NY
- 1981 The Male Nude, Steve Bush Gallery, New York City, NY
- 1981 Photo Alterations, West Broadway Gallery, New York City, NY
- 1981 In Loving Memory, Photographics Unlimited Gallery, New York City, NY
- 1981 Emergency, The Camera Club, New York City, NY
- 1982 Men Watching, West Broadway Gallery, New York City, NY
- 1983 Men In Focus, Overseas Press Club, New York City, NY
- 1998 The Male Nude, Throckmorton Fine Art Gallery, New York City, NY
- 2001 Billy, Throckmorton Fine Art Gallery, New York City, NY
- 2003 Unmasking The Male, The Think Liquid Gallery, New York City, NY

## Gruppenausstellungen
- 1974 International Photo Optical Show, Washington/D.C.
- 1974 International Photo Optical Show, Chicago, IL
- 1974 Women Photographers of NY, The Interchurch Center, New York City, NY
- 1974 A Summer Exhibit Of Photos, Women’s Interart Center, New York City, NY
- 1975 Women Photographers of NY, The Camera Club Of NY, New York City, NY
- 1975 Women Photographers of NY, South Street Seaport Museum, New York City, NY
- 1975 Women Photographers of NY, Donnell Library, New York City, NY
- 1975 Women Photographers of NY, Manufacturers Hanover Trust, New York City, NY
- 1975 Women Photographers of NY, Union Carbide Building, New York City, NY
- 1975 Breadth Of Vision, Fashion Institute of Technology, New York City, NY
- 1975 There Is No Female Camera, Neikrug Gallery, New York City, NY
- 1976 New York Eyes, The Third Eye Gallery, New York City, NY
- 1976 Italian American Artists, The Italian Consulate, New York City, NY
- 1976 First Annual Spring Show, International Center of Photography, New York City, NY
- 1976 Women Photograph Men, International Center of Photography, New York City, NY
- 1976 Influx, The Third Eye Gallery, New York City, NY
- 1976 Who’s Who In Photography, The Third Eye Gallery, New York City, NY
- 1976 Photography Auction To Refloat The Floating Foundation Of Photography, Witkin Gallery, New York City, NY
- 1977 Sectional Images, Women’s Interart Center, New York City, NY
- 1977 Volonteer service Photographers, Union Carbide Building, New York City, NY
- 1977 Rated X, Neikrug Gallery, New York City, NY
- 1977 Group Show, Images Gallery, New York City, NY
- 1978 The Male Nude, Marcuse Pfeiffer Gallery, New York City, NY
- 1978 Volonteer Service Photographers, The French Embassy, New York City, NY
- 1979 Foods And Other Pleasures, The Floating Foundation of Photography, New York City, NY
- 1979 Rated X, Neikrug Gallery, New York City, NY
- 1980 International Group Exhibition, Fotoforum, Prague, Czechoslovakia
- 1980 Rated X, Neikrug Gallery, New York City, NY
- 1981 Photofusion, Pratt University, New York City, NY
- 1981 Group Show, MIT Creative Photography Gallery, Massachusetts
- 1982 Views By Women Artists, 80 Street Centre, New York City, NY
- 1983 Male Nudes, Foto Gallery, South Wales, UK
- 1990 The Nude, Silver Image Gallery, Seattle, WA
- 1991 True Love And Other Stories, Stendhal Gallery, New York City, NY
- 1992 Visual Individualists United, Jacob Javitz Federal Building, New York City, NY
- 1994 The Allan Chasanoff Photographic Collection, Museum of Fine Arts, Houston, TX
- 1997 The Body, The Montreal Museum of Fine Arts, Montreal, Canada
- 1997 The Male Nude, The Curcio Spector Gallery, New York City, NY
- 1997 Male Nude (Mini Retrospective), Throckmorton Fine Art Gallery, New York City, NY
- 1998 First International Biennial, Trevi Flash Art Museum, Trevi, Italy
- 1999 The Nude, Culturgest Museum of Fine Art, Portugal
- 2002 Photography Only, The Fraser Gallery, Washington, D.C.
- 2006 Classic Beauty, Throckmorton Fine Art Gallery, New York City, NY
- 2007 Exposition d'Homme a Homme, Galerie David Guiraud, Paris, France
- 2007–08 Permanent Collection, Florida Museum of Photographic Arts, Tampa, Florida, USA

## Sammlungen (Auszug)
- The International Center of Photography (ICP), New York City, NY
- The Erie Art Center, PA
- The National Museum of Women in the Arts, Washington D.C.
- The Alternative Museum, New York City, NY
- The Museum of Fine Arts, The Allan Chasanoff Photographic Collection, Houston, TX
- The Throckmorton Fine Art Gallery, New York City, NY
- Florida Museum of Photographic Arts, Tampa, FL
- The Tampa Museum of Art, Tampa, FL
- The Kinsey Institute (Indiana University), Bloomington, Indiana
- The Museum of Fine Arts, St. Petersburg, FL
- The Harn Museum, University of Florida, Gainesville, FL
- The Library of Congress, Washington D.C.
- The Carlos Museum at Emory University, Atlanta, GA

## Anthologien
- Artur Goldsmith History Of The Nude In Photography, Ridge Press, 1975
- D. Hayes Women Photograph Men, Wm Morrow, 1977
- McGraw Hill Women See Men, 1977
- Publisher New American Nudes, Morgan & Morgan, 1981
- Vermont The Male Nude in Photography, Crossroad Press, 1981
- Katalog Women Of Vision, Morgan & Morgan, 1982
- Katalog Das Aktfoto, Münchner Stadtmuseum, 1982
- Peter Weiermair Frauen Sehen Männer, Frankfurter Kunstverein/Edition Stemmle, Frankfurt, 1985/1995, ISBN 978-3-905514-66-7
- Emmanuel Cooper Fully Exposed, Routledge Publication, 1989/1995, ISBN 978-0-415-03279-7
- William A. Ewing The Body – Photographs of the Human Form, Chronicle Books, 1994, ISBN 978-0-8118-0762-3
- Allan Chasanoff Tradition And The Unpredictable, Distributed Art Pub Inc, 1994, ISBN 978-0-89090-059-8
- Peter Weiermair Male Nudes By Women, Edition Stemmle, Frankfurt, 1995, ISBN 978-3-905514-67-4
- Stewart Tabori and Chang Eros, 1996
- Eikoh Hosoe: Kobe Aid Fund World Photo, 1996
- David Leddick The Male Nude, Taschen Verlag, Köln, 1998, ISBN 978-3-8228-5761-8
- Katalog 1st Int. Biennial of Contemporary Art, Trevi, 1998
- Michelle Olley Adonis – Masterpieces of Erotic Male Photography, Thunder Mouth Press, London, 1999, ISBN 978-1-56025-220-7
- Michelle Olley Homme, Edition Skylight, Carlton, 2000, ISBN 978-3-283-00368-5
- David Leddick Naked Men, Too – Liberating the Male Nude 1950-2000, Universe Publishing, New York, 2000, ISBN 978-0-7893-0396-7
- Phil Braham Exposed – 90 of the World’s Greatest Photographers, Thunders Mouth Press, New York, 2000, ISBN 978-1-56025-301-3
- David Leddick Male Nude Now, Universe Publishing, New York, 2001, ISBN 978-0-7893-0635-7
- Volker Janssen American Black Beauty, Vol.2, Janssen Publishers, Capetown, 2001, ISBN 978-0-9584314-4-6
- Katalog Women By Women, Prestel Publishers, 2004
- Emmanuel Cooper Male Bodies – A Photographic History Of The Nude, Prestel Publishers, 2004, ISBN 978-3-7913-3054-9
- David Leddick The Male Nude, Taschen Verlag, Köln, 2005, ISBN 978-3-8228-4105-1
- Katalog Like Sand From Orchid’s Lips, TCB Cafe Publishing & Media, 2006
- Barbara J. Love Feminists Who Changed America - 1963-1975, University of Illinois Press, Chicago, 2006
- James Spada The Romantic Male Nude, Abrams Publishers, New York, 2007, ISBN 978-0-8109-9371-6
- Pierre Borhan Man To Man, The Vendome Press, Paris, 2007, ISBN 978-0-86565-186-9
- Pierre Borhan Men For Men, Verlag Brandstaetter, Wien, 2007, ISBN 978-3-85033-081-7